# Peter Berlin
Peter Berlin (* 28. Dezember 1942 als Armin Hagen von Hoyningen-Huene in Litzmannstadt, Deutsches Reich) ist ein deutsches Männermodel, Zeichner und Fotograf, der in den 1970er Jahren in der schwulen Subkultur bekannt wurde.

## Biografie
Der Großneffe des amerikanischen Modefotografen George Hoyningen-Huene verbrachte seine Jugend in Deutschland. Als Spross der verarmten deutsch-baltischen Adelsfamilie Hoyningen-Huene wuchs Armin in Berlin auf. Er jobbte u. a. als Illustrator, Schneider und Fotograf. Als Mittzwanziger arbeitete er für das deutsche TV-Magazin V.I.P.-Schaukel und fotografierte internationale Prominente wie Catherine Deneuve, Alfred Hitchcock, Klaus Kinski und Brigitte Bardot.
Seine Leidenschaft gehörte Selbstporträts mit eigens geschneiderter Erotikkleidung. Die extrem figurbetonten Outfits trug er auch beim nächtlichen Cruising in Berliner Parks und Bahnhöfen. Anfang der 1970er-Jahre wanderte er in die Vereinigten Staaten aus. In seiner Wahlheimat San Francisco wurde er als „Peter Burian“ zu einem der bekannteren Exzentriker der Polk Street. Als ihm der Anwalt des deutschen Schauspielers Peter Burian 1971 wegen der Verwendung dieses Namens als Pseudonym eine Klage androhte, änderte er seinen Künstlernamen in „Peter Berlin“.

### Filme
In Zusammenarbeit mit dem befreundeten Fotografen Richard Abel alias „Ignatio Rutkowski“ entstand 1972 der 16-mm-Streifen Post Haste Hustle, in dem Berlin die Hauptrolle spielte. Auf Wunsch der Vertriebsfirma wurde der unverständliche Titel in Nights in Black Leather geändert. 1974 folgte der erfolgreiche Film That Boy in kompletter Eigenregie (Buch, Produktion, Regie, Hauptrolle). In den Mittsiebzigern produzierte er die vier Kurzfilme Blueboys (in der Nebenrolle sein langjähriger Freund Marc Majors), Waldeslust, Ciro and Peter sowie Search. Im Februar 1975 druckte das Magazin After Dark die achtseitige Portfoliostrecke Creating Peter Berlin.
Mit im Wesentlichen nur zwei pornografischen Filmen sowie durch seine eigenwilligen Selbstporträts schaffte es Peter Berlin, zu einem Sexsymbol für eine ganze Generation Homosexueller zu werden. Er unterhielt Beziehungen zu bekannten Personen, darunter Rudolf Nurejew. Bedeutende Künstler wie Tom of Finland, Robert Mapplethorpe und Andy Warhol nutzten ihn als Vorlage für Zeichnungen und Fotos.

### Fotografie
Peter Berlin lebte vorwiegend vom Verkauf seiner Zeichnungen und Fotografien. 1986 kuratierte Mapplethorpe in New York City die provokante Ausstellung Split/Vision. In dieser Zeit erlangte er große Popularität auch über die Schwulenszene hinaus. Da seit Mitte der 1980er-Jahre die AIDS-Epidemie besonders stark in San Francisco grassiert, musste Berlin den Tod vieler enger Freunde und Bekannter miterleben. Nach eigener Aussage führte das bei ihm zu Depressionen und einem frei gewählten Eremitendasein. Fast 20 Jahre lang lebte er äußerst zurückgezogen in einem Apartmenthaus nahe dem Castro-Viertel. Der französische Lehrer und Aktfotograf Biron wurde ein enger Unterstützer.
2002 lernte er den Fotografenkollegen Henning von Berg kennen. Fasziniert von den teilweise parallelen Biografien entstand eine Freundschaft. Allmählich begann für Peter Berlin eine schrittweise Rückkehr in die Öffentlichkeit. 2005 drehte der Regisseur Jim Tushinski mit Co-Produzent Lawrence Helman die Dokumentation That Man: Peter Berlin (Deutsch: Die Peter-Berlin-Story), die auf internationalen Filmfestivals ausgezeichnet wurde. Die New Yorker Leslie/Lohman Gallery widmete ihm 2006 die vielbeachtete Ausstellung Berlin on Berlin. Die DVD Nights in Black Leather wurde bei den GayVN Awards 2007 als „Best Classic DVD Release“ prämiert und in die Hall of Fame aufgenommen.

## Filmografie
- 1973: Nights in Black Leather
- 1974: That Boy
- Kurzfilme Blueboys, Waldeslust, Ciro and Peter, Search
- 2005: That Man: Peter Berlin (Die Peter-Berlin-Story, Dokumentation)

## Ehrungen
- 2007 – GayVN Awards, Kategorie „2007 GayVN Hall of Fame Inductees“